# Gaius Cavarius Priscus
Gaius Cavarius Priscus war ein im 1. Jahrhundert n. Chr. lebender Angehöriger des römischen Ritterstandes (Eques).
Durch ein unvollständig erhaltenes Militärdiplom, das auf den 13. Februar eines unbestimmten Jahres datiert ist, ist belegt, dass Priscus Kommandeur einer Cohors II Hispanorum war.

## Cohors  II Hispanorum
Es gab mehrere Einheiten mit dieser Bezeichnung (siehe Cohors II Hispanorum). Margaret M. Roxan und Florian Matei-Popescu, Ovidiu Țentea ordnen Priscus der Cohors II Hispanorum (Dacia Porolissensis) zu, die im 2. Jhd. in der Provinz Dacia Porolissensis stationiert war. John Spaul ordnet ihn dagegen der Cohors II Hispanorum (Germania superior) zu, die im 2. Jhd. in Germania superior stationiert war.